# Caesetius rosei
Caesetius rosei là một loài nhện trong họ Zodariidae.
Loài này thuộc chi Caesetius. Caesetius rosei được Bacelar miêu tả năm 1953.